# تپه تازه‌آباد
تپه تازه آباد مربوط به عصر مس - مفرغ است و در شهرستان کوهدشت، بخش مرکزی، دهستان گل گل، روستای تازه آباد واقع شده و این اثر در تاریخ ۲۳ بهمن ۱۳۸۵ با شمارهٔ ثبت ۱۷۱۷۸ به‌عنوان یکی از آثار ملی ایران به ثبت رسیده است.